# Pseudeusemia superior
Pseudeusemia superior är en fjärilsart som beskrevs av Louis Beethoven Prout 1916. Pseudeusemia superior ingår i släktet Pseudeusemia och familjen mätare. Inga underarter finns listade i Catalogue of Life.